# Vogelberingung

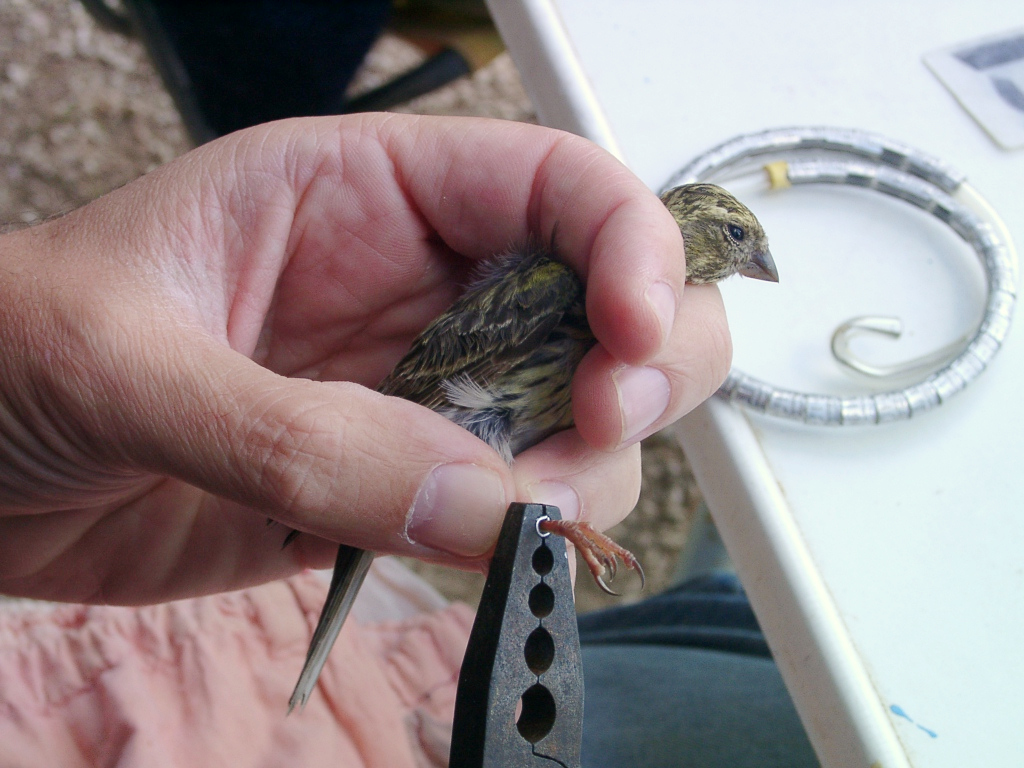
Beringung eines Girlitz

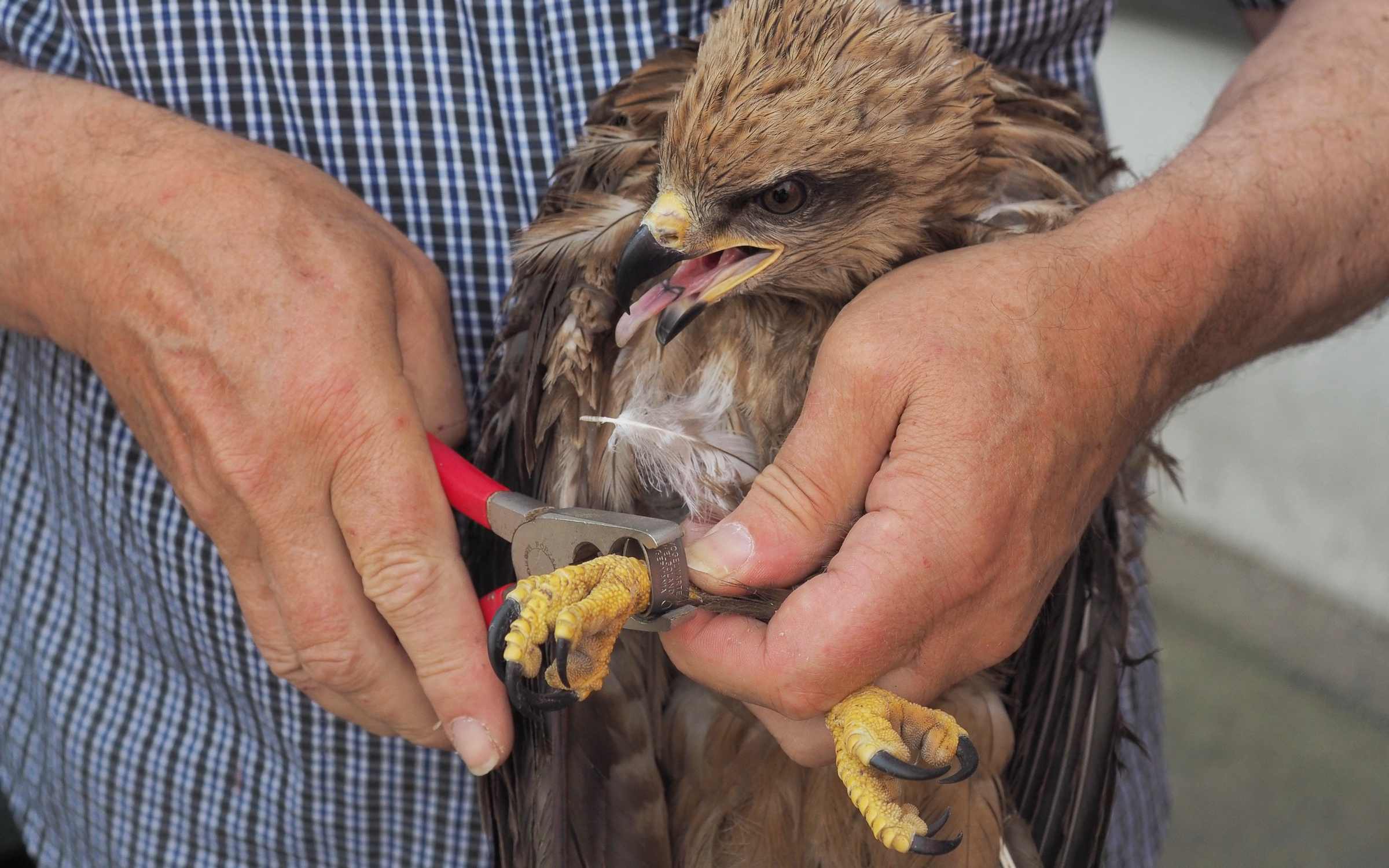
Beringung eines Schwarzmilans

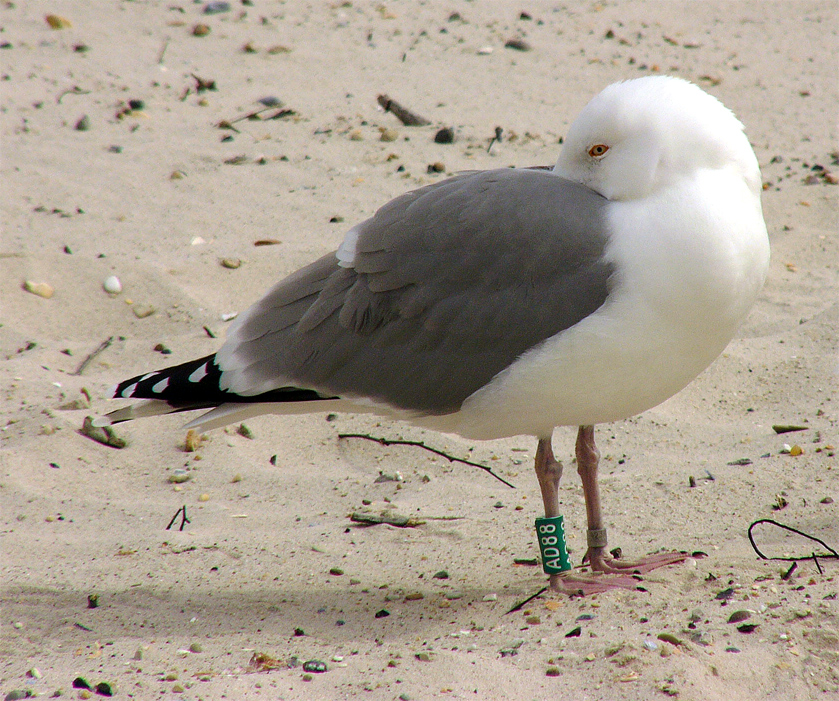
Silbermöwe mit einem Metallring und einem Farbring, der auch mit dem Fernglas abgelesen werden kann.

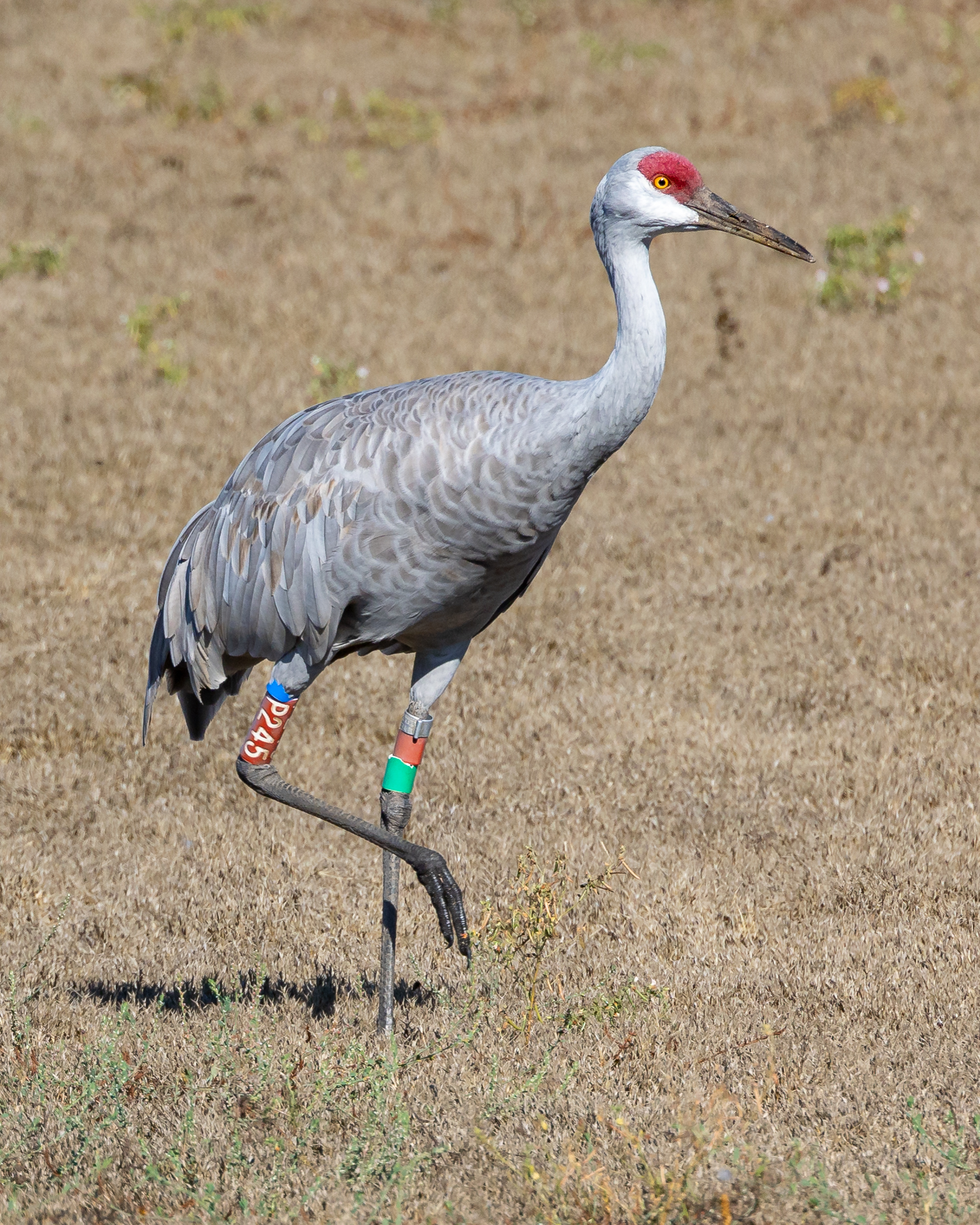
Beringter Kanadakranich in der Llano Seco Unit des Sacramento National Wildlife Refuge Complex in Butte County, Kalifornien

Vogelberingung ist die eindeutige Kennzeichnung eines individuellen Vogels durch mindestens einen Metall- oder Kunststoffring mit darauf ablesbarer individueller Buchstaben-, Ziffern- und/oder Farbkodierung, indem dieser an Füßen oder Flügeln angebracht wird.

## Bei wildlebenden Vögeln
Durch das Beringen kann das Verhalten wildlebender Vögel über einen großen Zeitraum verfolgt werden, da wieder eingefangene oder tot aufgefundene Vögel anhand der Kennzeichnung des Ringes eindeutig identifiziert werden können. Untersucht werden unter anderem Vogelzug, Lebensdauer, Sterblichkeit, Ernährung und Fortpflanzung.

### Ziel und Verfahren der Beringung
Beringt werden Jungvögel entweder im Nest beziehungsweise durch kurzfristige Entnahme aus dem Nest (z. B. Habicht); ausgewachsene Vögel werden mit Japannetz, Reusen (insbesondere der Heligoland trap, englisch für „Helgoland-Falle“), Lockvögeln oder ähnlichem lebend gefangen. Um Beeinträchtigungen oder gar Verletzungen der Vögel zu vermeiden, erfordert eine fachkundige Durchführung große Fachkenntnis des Verhaltens der jeweiligen Arten und ist an entsprechende Qualifikationen gebunden.
Ein von der Größe passender Ring mit individueller Nummer und zuständiger Beringungsstelle wird am Körper des Vogels angebracht, in der Regel an einem der Laufknochen oberhalb der Zehen. Ausgewachsene Vögel werden dabei auch vermessen, gewogen und auf Parasiten untersucht (die dann entfernt werden können). Soweit möglich (z. B. anhand von Mausergrenzen) wird auch das Alter der beringten Vögel bestimmt und dokumentiert. Die Altersbestimmung ist ein wesentlicher Bestandteil des Integrierten Monitorings von Singvogelpopulationen, einem bundesweit standardisierten Fang- und Beringungsprogramm. Anhand der Altersstrukturdaten der Vogelpopulationen kann festgestellt werden, ob genügend Individuen in fortpflanzungsfähigem Alter vorhanden sind.
Der Ring ist sehr leicht und beeinträchtigt seinen Träger in der Regel nicht. Neben Aluminiumringen, die seit dem Beginn der Beringung Verwendung finden, werden heute auch farbige Zelluloidringe verwendet. Diese unterstützen eine genauere Beobachtung kleinerer Populationen in bestimmten Gebieten. Mit unterschiedlichen farbigen Ringen kann beispielsweise bei Vogelarten mit nur gering ausgeprägtem Geschlechtsdimorphismus das Geschlecht so markiert werden, dass es auch auf größere Entfernung mit Hilfe eines Feldstechers identifizierbar ist. Auch das Geburtsjahr, das über farbige Ringe erkennbar ist, kann bei Vögeln mit einer längeren Lebenserwartung wie beispielsweise bei Falken Aufschluss über Bruterfolg und Sozialverhalten zunehmend älter werdender Vögel liefern. Werden, meist zusätzlich, Ringe mit großen Zahlen verwendet, etwa bei Enten, Gänsen, Greifvögeln oder Störchen, können diese mit einem Feldstecher oder Spektiv abgelesen werden.
Personen, die einen beringten Vogel auffinden oder anderweitig einen Ring ablesen, sollten die Funddaten (Ring-Nr., genauer Fundort und Zeitpunkt, Fundumstände) einer Beringungszentrale mitteilen. Anhand dieser Daten lassen sich die Muster des Vogelzuges für große Vogelpopulationen bestimmen. Besonders hilfreich ist dies für Vogelarten, die ein sehr komplexes und je nach Brutareal variierendes Zugverhalten haben, wie dies beispielsweise beim Säbelschnäbler und beim Turmfalken der Fall ist.

### Geschichtliche Entwicklung

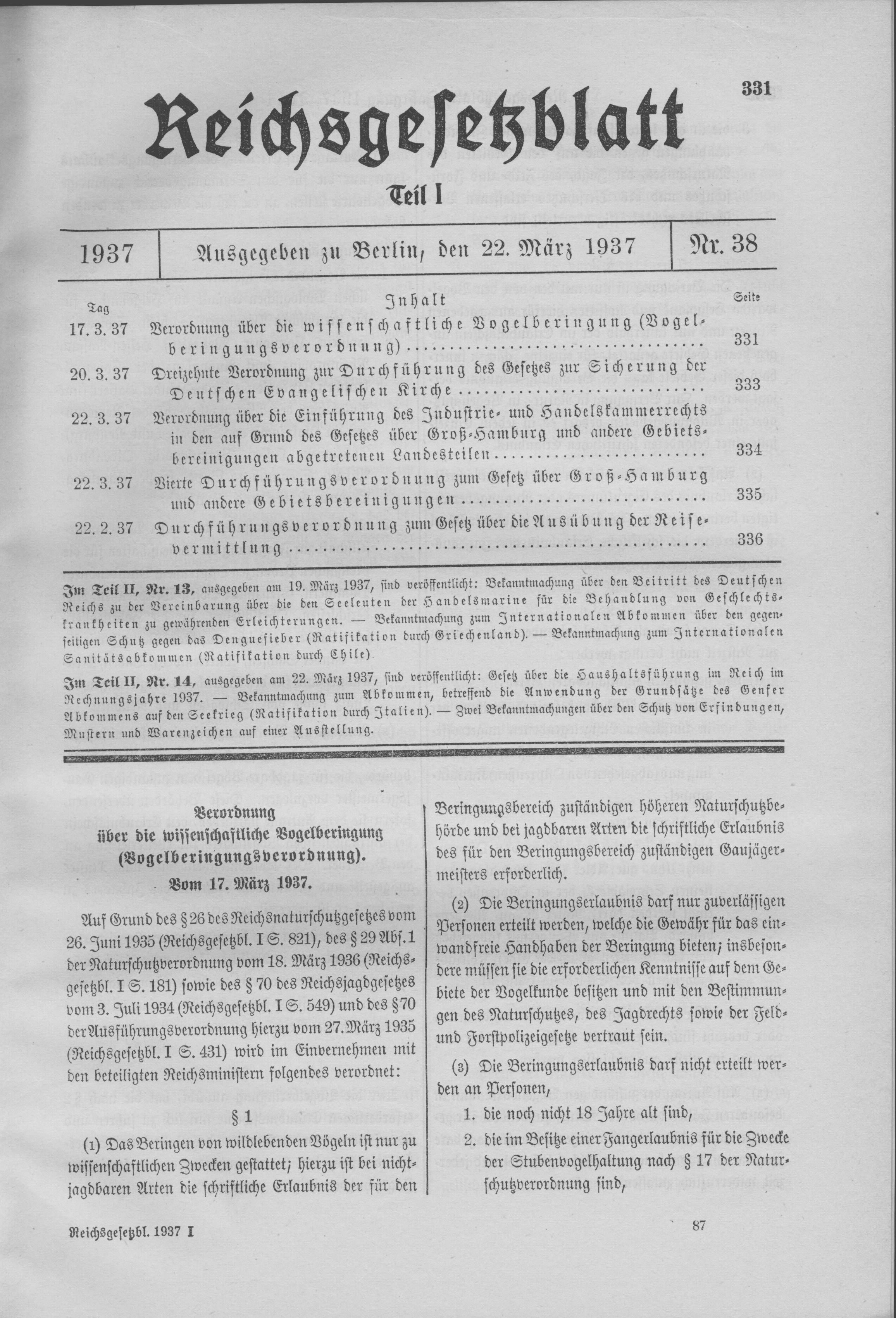
Verordnung über die wissenschaftliche Vogelberingung (Vogelberingungsverordnung) vom 17. März 1937

Die Auseinandersetzung der Ornithologen mit dem Vogelzug nahm um die Wende vom 19. ins 20. Jahrhundert stark zu. Man versuchte zuerst durch Feldbeobachtungen die Muster in den Zugbewegungen der Vögel zu entschlüsseln. Dies erwies sich jedoch sehr schnell als ein völlig ungeeignetes Verfahren.
Der Däne Hans Christian Cornelius Mortensen führte ab 1899 als Erster in größerem Umfang eine wissenschaftliche Vogelberingung durch. Dieses Verfahren  zeigte seinen Nutzen bald und wurde europaweit adaptiert. Johannes Thienemann begann in der Vogelwarte Rossitten auf der Kurischen Nehrung im Jahre 1901 mit der systematischen Beringung von Vögeln und gewann daraus bald so detaillierte Erkenntnisse, dass sich eine große Zahl freiwilliger Helfer fand, die diese Untersuchung durch Beringung von Altvögeln und Nestlingen unterstützten. Verwendet wurden Aluminiumringe unterschiedlichster Größe, die eine fortlaufende Nummer und den Namen der jeweiligen Vogelwarte trugen.
Im Vereinigten Königreich von Großbritannien und Irland wurden die organisierte Beringung (1909) durch Arthur Landsborough Thomson im schottischen Aberdeen und durch Harry Witherby in England begonnen. Die Vogelwarte Helgoland beringt ebenfalls seit 1909.

### Beringungszentralen
im deutschsprachigen Raum:
| Beringungszentrale                | zuständig für                                                |
| --------------------------------- | ------------------------------------------------------------ |
| Vogelwarte Helgoland              | Norddeutschland Nordrhein-Westfalen Hessen                   |
| Beringungszentrale Hiddensee      | Ostdeutschland                                               |
| Vogelwarte Radolfzell             | Österreich Bayern Baden-Württemberg Saarland Rheinland-Pfalz |
| Schweizerische Vogelwarte Sempach | Schweiz                                                      |

Eine Beringung von Freilandvögeln ist nur mit Genehmigung durch die zuständige Beringungszentrale sowie die zuständigen regionalen Behörden erlaubt. Diese Genehmigungen sind an Auflagen gebunden und meist zeitlich und regional beschränkt.

## In der Vogelhaltung
In Gefangenschaft gezüchtete Vögel werden vielfach beringt. Z. T. ist dies vorgeschrieben. Einige Vogelzüchter beringen ihre Vögel auch, um sie z. B. zur Vermeidung von Inzucht voneinander unterscheiden zu können. Auskünfte über Züchterringnummern können die Beringungszentralen nicht geben, da sie ihre Datenbanken nur über die Ringe führen, die zu wissenschaftlichen Zwecken ausgegeben wurden.

### Seuchenschutz
Alle Papageien (auch Sittiche) mussten aufgrund der Psittacoseverordnung beringt werden, um die Herkunft der auch auf Menschen übertragbaren Krankheit auf daran erkrankten Vögeln zurückverfolgen zu können. 2012 wurde die PsittakoseVO abgeschafft.

### Artenschutz
Exemplare geschützter Arten müssen regelmäßig durch einen Ring individuell gekennzeichnet werden. Das dient der sicheren Zuordnung des Nachweises, nicht illegal aus der Natur entnommen bzw. importiert worden zu sein, zu diesem bestimmten Körper und einer dafür möglicherweise erteilten Einfuhrbescheinigung oder Kauf- oder Besitzgenehmigung. Nachgezüchtete Jungvögel werden üblicherweise mit geschlossenen Ringen beringt (was nur im Nestlingsalter möglich ist). Die in der wissenschaftlichen Beringung verwendeten offenen Ringe können hingegen auch später angelegt und gewechselt werden, was einen Herkunftsnachweis wertlos machen und damit diese Funktion der gefährden kann.
Für die Europäische Union gibt die Verordnung (EG) Nr. 865/2006 der Kommission vom 4. Mai 2006 mit Durchführungsbestimmungen zur Verordnung (EG) Nr. 338/97 des Rates über den Schutz von Exemplaren wild lebender Tier- und Pflanzenarten durch Überwachung des Handels für diese Zwecke die Kennzeichnung gezüchteter oder in Gefangenschaft oder sonstiger kontrollierter Umgebung geborener Vögel geschützter Arten durch geschlossene Ringe vor.
In Deutschland regelt seit 2001 die Verordnung zum Schutz wild lebender Tier- und Pflanzenarten (Bundesartenschutzverordnung – BArtSchV) näher, welche Arten auf welche Weise zu beringen sind. Exemplare der betroffenen Arten sind vom Halter, also etwa einem Zoo oder Falkner unverzüglich und dabei gezüchtete Tiere vorrangig mit geschlossenem, ansonsten mit einmalig verwendbarem offenen Ring oder mit Transponder zu kennzeichnen; nur ausnahmsweise reicht eine gesondert geregelte Dokumentation. Die Ringe müssen tierschutzgerecht, dauerhaft lesbar und vom Tier unzerstörbar sein; geschlossene Ringe dürfen vom ausgewachsenen Bein nicht ohne Zerstörung des Rings oder Verletzung des Tieres lösbar sein. Diese Ringe darf nur der Bundesverband für fachgerechten Natur- und Artenschutz e. V. (BNA) und der Zentralverband Zoologischer Fachbetriebe Deutschlands e. V. (ZZF) ausgeben. Die Ringnummern des BNA beginnen mit „B“, die des ZZF mit „Z“, ergänzt um ein „O“ für einen offenen und „G“ für einen geschlossenen Ring; es folgen Kennungen zum Ausgabejahr, zur Ringgröße und eine fortlaufende Nummer und oft eine zum Züchter. Greifvogelhybride sind durch einen blauen Ring und den Zusatz „HY“ erkennbar. Im Falle seiner Präparation bleibt der Ring am Vogel, um die Zuordnung etwa einer Genehmigung zur kommerziellen Ausstellung abzusichern und nichtberingte Trophäen vom Markt auszuschließen.

## Nachteile der Vogelberingung
Auch wenn die Vogelberingung in den letzten Jahrzehnten durchaus zum Vogelschutz beigetragen hat, darf nicht der Schaden an der Vogelwelt ignoriert werden. Auch wenn die Beringung meist von ausgebildetem Personal durchgeführt wird, kommt es immer wieder zu Verletzungen bei den Tieren bis hin zum Tod, der psychische Schaden wurde bisher noch nie untersucht.
Alternativen zur Beringung sind zum Beispiel:
- Monitoring häufiger Brutvögel[7]
- NocMig (kurz für nocturnal migration)[8]
- Biomonitoring

All diese Methoden beeinflussen die Vögel gar nicht und bieten besonders bei einem flächendeckenden Einsatz, welcher bei NocMig durch die Software BirdNet-Analyzer von Cornell Lab of Ornithology und der Technischen Universität Chemnitz technisch kein Problem mehr darstellt, einen größeren Nutzen für die Wissenschaft als die bisherige Vogelberingung.